# Calodia centata
Calodia centata är en insektsart som beskrevs av Zhang 1994. Calodia centata ingår i släktet Calodia och familjen dvärgstritar. Inga underarter finns listade i Catalogue of Life.